# イドミミズハゼ
イドミミズハゼ（井戸蚯蚓鯊　Luciogobius pallidus）は、ミミズハゼの一種。井戸から見つかったため、井戸という文字が和名にあてられている。

## 分布
本州の新潟県・富山県・石川県・福井県・京都府・兵庫県・鳥取県・島根県・山口県・広島県・岡山県・和歌山県・三重県・愛知県・静岡県、九州、四国の徳島県・高知県・愛媛県、佐渡島、五島列島、奄美大島、済州島。河口域の転石下などの伏流水や地下水中に生息する。岸から真水が染み出すような海岸や、干潮時に完全に干上がる場所でも見られる。

## 形態
全長6-8cm。頭が小さく縦扁する。ミミズのような細長い体形をしている。眼は小さいか退化して消えている。背鰭は1基で基底は短い。肛門は腎鰭基部の直前に位置する。体液でぬるぬるした体表をしており、鱗はない。脊椎骨数は34-37、胸鰭条数は13-15。体色はくすんだ柿色から桃色。

## 生態
秋から早春に繁殖する。小型の甲殻類を食す。礫の下に体をくねらせて潜む。

## 保存状況
地下水系や伏流水が減少したことで個体数は減少しており、絶滅危惧Ⅱ類に指定されている。準絶滅危惧（NT）（環境省レッドリスト）